# Den store fest
|  | Denne artikel er oprettet af botten Steenthbot ud fra en ekstern database. Den kan derfor have sproglige fejl eller mangler. Denne skabelon kan fjernes efter kontrol af indholdet. |

Den store fest er en dansk dokumentarfilm fra 1989 instrueret af Hans Engberg og Poul Martinsen.

## Handling
Under et studieophold i USA 1964-65 gjorde den nye amerikanske dokumentarfilm - direct cinema - så stærkt indtryk på Poul Martinsen, at han besluttede sig for at filme frem for at skrive som journalist. Der skulle dog gå næsten 15 år, før han selv producerede en tv-film, der i fortællemåden lignede de amerikanske forbilleder. En rituel begivenhed alle kender - en sølvbryllupsfest med forberedelser - bliver i denne film den optik, hvorigennem instruktøren giver en varm og let ironisk skildring af to jævne menneskers lange samliv i 25 år. Det, der skaber dybde og perspektiv, er brydningen mellem forskellige tidsplaner. Selve festens opstemte og anspændte forløb veksler afslørende med flashback-scener, hvor sange og taler møjsommeligt skrives og øves. En masse undertekst, og det hele fortalt i ren fluen på væggen-stil.